# 한글아씨체
한글아씨체는 산돌커뮤니케이션과 서울여자대학교가 산학협력하여 제작한 글꼴이다.